# ウィンター (バンドウイルカ)
ウィンター（英語：Winter、2005年10月頃 - 2021年11月11日）は、米国フロリダ州・クリアウォーター海洋水族館で飼育されたバンドウイルカである。

## 人工のヒレを持つに至った経緯
2005年12月、およそ生後2か月か3か月程度のこのイルカは、フロリダ州ケープカナベラル近郊の湾で、カニ漁の網に絡まっていたところを保護され、水族館に搬送された。
網に絡まった際に逃げようと大きく動いたため、網が尾の付け根に深く絡まり血流が止まり、大けがをして、瀕死の状態であった。獣医師ら150人態勢で治療を試みられ一命は取り留めたものの、尾びれの皮膚がはがれ、壊死が始まり、そして椎骨が脱落し、尾びれは完全に失われてしまった。
その後、このイルカは泳げるまでに回復した。ただし、尾びれの無い泳ぎは、健康体のイルカに比較して遊泳力で劣っており、野生に戻すのは不可能となり、“ウィンター”と名付け、水族館に引き続き飼育された。
しかし、尾びれの無い泳ぎは、背骨の発育の異常を引き起こす恐れがあるため、水族館は人工的な尾びれをつけることを思いつく。
2006年に水族館は、イルカに調査装置の装着経験がある専門家や、米海軍、各企業などと相談し、人工尾びれの開発をすることになった。
それから、1年半が経過した2008年、ヒト用の義足メーカーによってイルカ用の人工ヒレが開発された。
ウィンターは尾びれがすべてないため、靴下のようなカバーを着用して人工ヒレを固定する足掛かりとし、ヒレは30インチのシリコーンとプラスチックで作られた。イルカの運動に合わせて、全方向の動きに対応できる人工ヒレとなった。
2021年11月7日、水族館はウィンターが胃の感染症の兆候があることを発表。その後、同月10日には危篤状態となり、現地時間11日午後8時頃、16歳で息を引き取った。

## 作品化
ウィンターは2009年に書籍、及び任天堂のゲームになり、2011年には映画化され、アメリカとイタリアで公開された。